# Ala chiusa
Un'ala chiusa è un'ala avente due piani principali che si uniscono alle loro estremità, così che essa risulta in effetti priva di estremità alari convenzionali. Configurazioni alari chiuse includono i progetti di velivoli ad ala anulare o "ad anello" (ring wing), comunemente conosciuta anche come "cilindrica", ad ala congiunta (joined wing), ad ala a riquadro (box wing) e con le estremità alari spiroidali.

Un'ala chiusa anulare
Un'ala chiusa a riquadro
Un'ala chiusa congiunta

Così come le alette d'estremità, un'ala chiusa ha lo scopo di ridurre i vortici d'estremità d'ala e i pericoli a essi associati. Così come altre configurazioni alari, inoltre, molte di quelle ad ala chiusa garantiscono vantaggi strutturali rispetto a un convenzionale monoplano ad ala a sbalzo.

## Caratteristiche

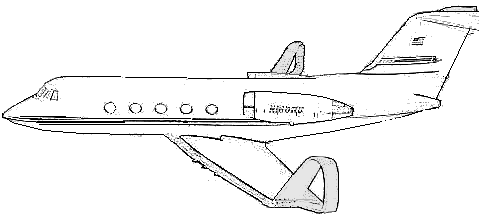
Le estremità alari spiroidali sono superfici ad ala chiusa collegate alla punta di una comune ala

I vortici d'estremità d'ala sono uno dei maggiori fattori della turbolenza di scia e sono associati con la resistenza indotta, componente molto significativa della resistenza fluidodinamica totale nella maggior parte dei regimi. Una configurazione ad ala chiusa evita il bisogno di alette d'estremità e si ritiene quindi che possa diminuire gli effetti di resistenza fluidodinamica dovuta a tali alette.
Oltre ai potenziali vantaggi strutturali rispetto a un profilo ad ali a sbalzo, le superfici ad ali chiuse hanno alcune proprietà aerodinamiche uniche:
- Per un sistema portante che, visto dalla direzione del flusso incidente, appare racchiuso all'interno di un riquadro di altezza e larghezza fissate, la configurazione che fornisce la resistenza indotta minima per una data portanza verticale totale è quella di un sistema ad ala chiusa, vale a dire un'ala a riquadro rettangolare con superfici portanti che occupano interamente tutti e quattro i bordi della superficie rettangolare disponibile.[2]
- Per ogni sistema portante (o porzione di un sistema portante) che, visto dalla direzione del flusso incidente, forma un anello chiuso, la distribuzione di portanza (o di circolazione) ottima che porta alla minima resistenza indotta per una data portanza verticale totale non è unica bensì, essendo essa definita a meno di una costante additiva, ne esistono infinite.[3][4] Ciò è dovuto al fatto che, non presentando gradienti, un vortice costante può essere aggiunto alla circolazione ottima senza cambiare la portanza totale del sistema o la resistenza indotta.[1][4]

Va comunque detto che i risultati di resistenza indotta ottenibili da un'ideale ala completamente chiusa a riquadro, possono essere avvicinati da particolari configurazioni ad ala aperta come l'ala a C e la chiave per spiegare il motivo di questo fatto è proprio il fatto che la distribuzione di portata ottimale non è unica. Il risultato è che anche se i sistemi chiusi possono produrre grandi riduzioni di resistenza indotta rispetto a un'ala planare convenzionale, non vi è alcun vantaggio aerodinamico significativo che derivi unicamente dal loro essere chiusi piuttosto che aperti.

### Configurazioni
Negli anni sono stati descritti di versi tipi di ala chiusa:
- Ala a riquadro
- Ala romboidale
- Ala anulare piatta
- Ala e fusoliera concentriche

## Storia

### Gli anni dei pionieri

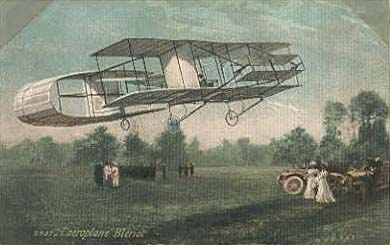
Il Blériot IV, in cui l'ala anulare frontale del Blériot III era stata rimpiazzata da una doppia ala convenzionale

Un primo esempio di ala chiusa fu quello adottato nel velivolo chiamato Blériot III e costruito nel 1906 da Louis Blériot e Gabriel Voisin. Qui erano presenti due superfici portanti a forma di anello chiuso disposte in tandem mentre nel successivo Blériot IV, l'ala anulare frontale fu sostituita da un'ala doppia e furono aggiunte delle alette canard facendo di esso un velivolo a tre superfici.
Basandosi sugli esperimenti di G. J. A. Kitchen, Cedric Lee e George Tilghman Richards costruirono e fecero volare alcuni velivoli ad ala anulare in cui i segmenti di prua e poppa erano allo stesso livello. Il primo di essi fu un biplano, a cui seguì una serie di monoplani, l'ultimo modello dei quali rimase in uso fino al 1914.

### Seconda guerra mondiale
Nel 1944, il progettista tedesco Ernst Heinkel iniziò a lavorare su velivolo a decollo verticale multiruolo, monoposto e ad ala anulare chiamato Lerche, ma il progetto fu abbandonato nel marzo 1945.

### Dopoguerra
Durante gli anni cinquanta, la compagnia francese SNECMA sviluppò il Coléoptère, un aeromobile posacoda a decollo verticale e ad ala anulare. Il velivolo si rivelò però pericolosamente instabile nonostante lo sviluppo e la sperimentazione di diversi prototipi e il progetto fu quindi abbandonato. Altre successive proposte di progetti ad ala chiusa includono il Model 49 Advanced Aerial Fire Support System della Convair Model 49 e il prototipo della Lockheed chiamato "Flying Bog Seat" e sviluppato negli anni 1980, anni in cui la configurazione ad ala chiusa vide tra i suoi maggiori sostenitori anche il famoso ingegnere aeronautico Julian Wolkovitch che ne portò avanti lo sviluppo.
Le alette d'estremità spiroidali, un progetto attualmente sotto sviluppo da parte della Aviation Partners, sono una superficie ad ala chiusa montata all'estremità di una convenzionale ala a sbalzo. In una nota, la compagnia ha annunciato che alette di questo tipo montate su un Gulfstream II hanno portato a una riduzione del 10% del carburante utilizzato durante la fase di crociera.

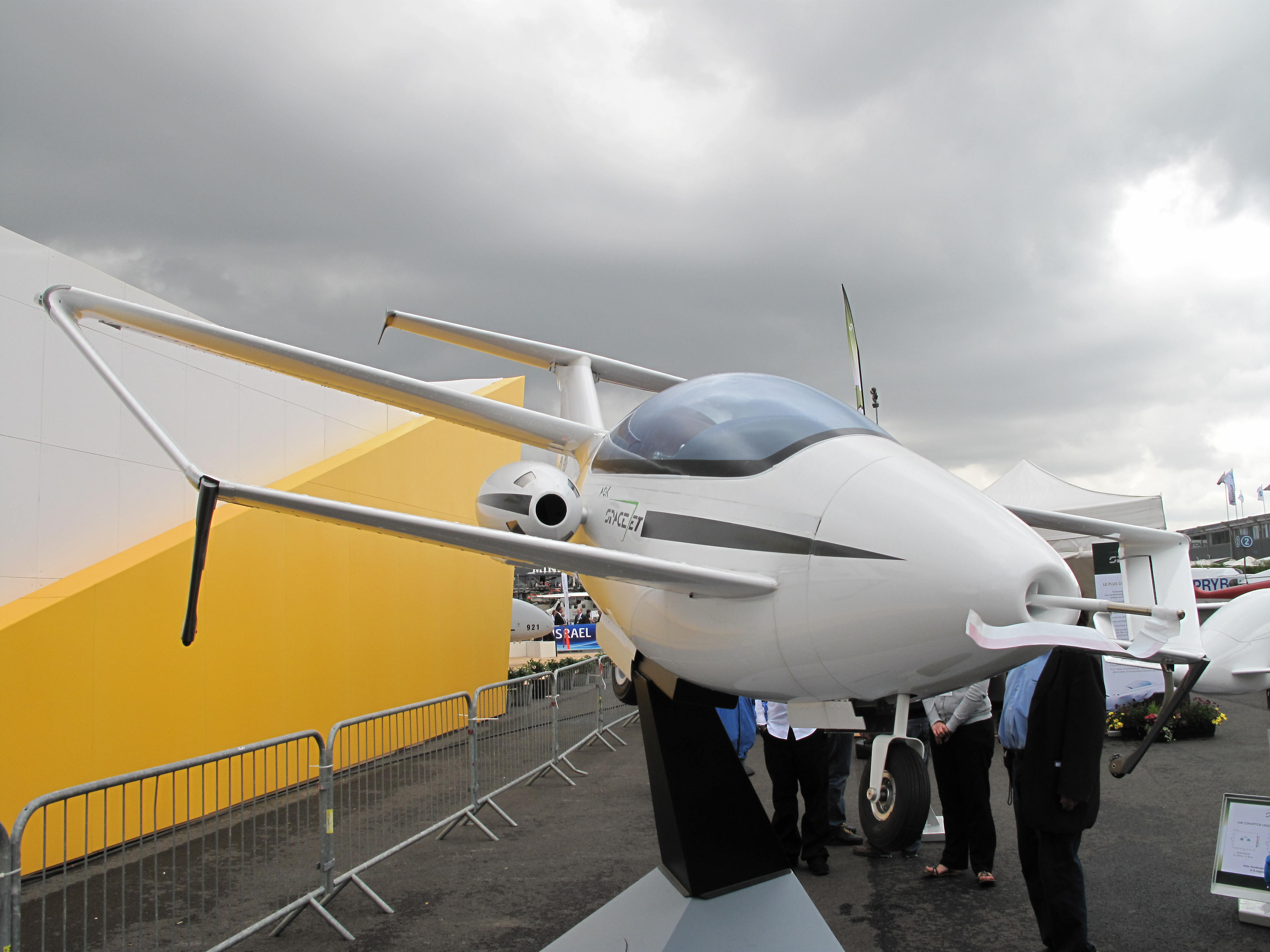
L'AOK Spacejet esposto a Parigi nel 2013

Negli anni duemila diverse compagnie si sono nuovamente rivolte a questo tipo di configurazione oltre alla già citata Aviation Partners. L'11 giugno 2012, ad esempio, la finlandese FlyNano ha fatto volare un prototipo di velivolo ultraleggero ad ala chiusa chiamato FlyNano Nano.
Progetti per aeromobili ad ala chiusa più grandi si sono susseguiti negli anni, anche grazie a iniziative come l'Environmentally Responsible Aviation Project lanciata dalla NASA nel 2011, la quale invitava a proporre studi atti a ridurre le emissioni degli aeromobili futuri del 50% rispetto a quelli del 1998. In occasione di tale iniziativa, ad esempio, a proporre il progetto di un velivolo ad ala chiusa fu la Lockheed Martin.

### L'ala chiusa di Prandtl
Nel 1924, il fisico e ingegnere tedesco Ludwig Prandtl affermò che, sotto determinate condizioni, a parità di apertura alare e portanza, un'ala a riquadro avrebbe potuto garantire una minor resistenza indotta. Nel suo progetto, due coppie di ali orizzontali sono unite, alle estremità, da due ali verticali in modo da fornire una distribuzione lineare delle forze laterali. Secondo Prandtl, una tale configurazione avrebbe dovuto aumentare l'efficienza di una vasta gamma di aeromobili.
Sulla base di questi studi, negli anni ottanta, l'australiano Charles Ligeti progettò e realizzò il prototipo del Ligeti Stratos, mentre negli anni novanta vide la luce il termine "prandtlplano" (in inglese: "prandtlplane") per opera degli italiani Aldo Frediani e Alberto Longhi, dell'Università di Pisa.

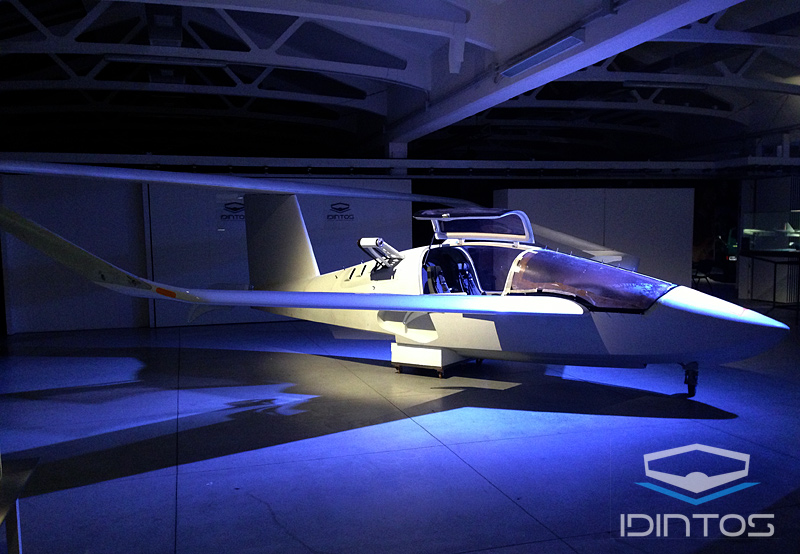
Il prototipo a scala reale di un prandtlplano anfibio ultraleggero sviluppato nell'ambito del progetto IDINTOS e presentato al Creactivity 2013 di Pontedera

Nel 2011 la regione Toscana e alcuni investitori privati hanno co-sovvenzionato il progetto di ricerca IDINTOS (IDrovolante INnovativo TOScano) volto alla progettazione e alla realizzazione di un idrovolante ultraleggero basato su configurazione prandtlplano. Dal progetto, posto sotto il controllo della sezione aeronautica del dipartimento di ingegneria civile e industriale dell'Università di Pisa, è scaturita nel 2013 la costruzione del prototipo di un innovativo idrovolante biposto.
Nell'ambito del più recente Progetto PARSIFAL, nato in seno al programma di ricerca Horizon 2020, finanziato dalla Commissione europea e avente lo scopo di uno sviluppo del prandtlplano, sempre il sopraccitato gruppo di ricercatori dell'università pisana ha affermato in uno studio che la configurazione sarebbe valida ed efficiente anche per aeromobili di linea di più grandi dimensioni. Il più capiente di questo, l'Airbus A380, deve oggi sottostare a dei compromessi di efficienza per poter mantenere la sua apertura alare al di sotto di 80 metri e poter così atterrare solo in alcuni dei grandi aeroporti internazionali, ma un'ala chiusa con un'apertura alare ottimale potrebbe essere più corta di un'ala convenzionale, permettendo potenzialmente anche all'aeromobile più capiente di utilizzare la maggior parte delle infrastrutture esistenti.

## Ala a C
Quella dell'ala a C è una configurazione alare teorica in cui la maggior parte della sezione centrale superiore di un'ala a riquadro è stata rimossa, creando un'ala che, se vista di fronte, assume l'aspetto di una C, e in cui quindi le estremità non si toccano. Secondo recenti studi, un'ala a C può avvicinare molto la riduzione della resistenza indotta raggiunta da un'ala chiusa.
Ognuna delle prime tre righe dell'illustrazione sottostante mostra una diversa configurazione a C in cui le estremità alari sono portare sempre più vicine fino a che la loro distanza, nell'ultima colonna, arriva a essere pari a zero (il nome della colonna è "Quasi-closed C-wing" perché i calcoli sono stati svolti sul limite della distanza tendente a zero).

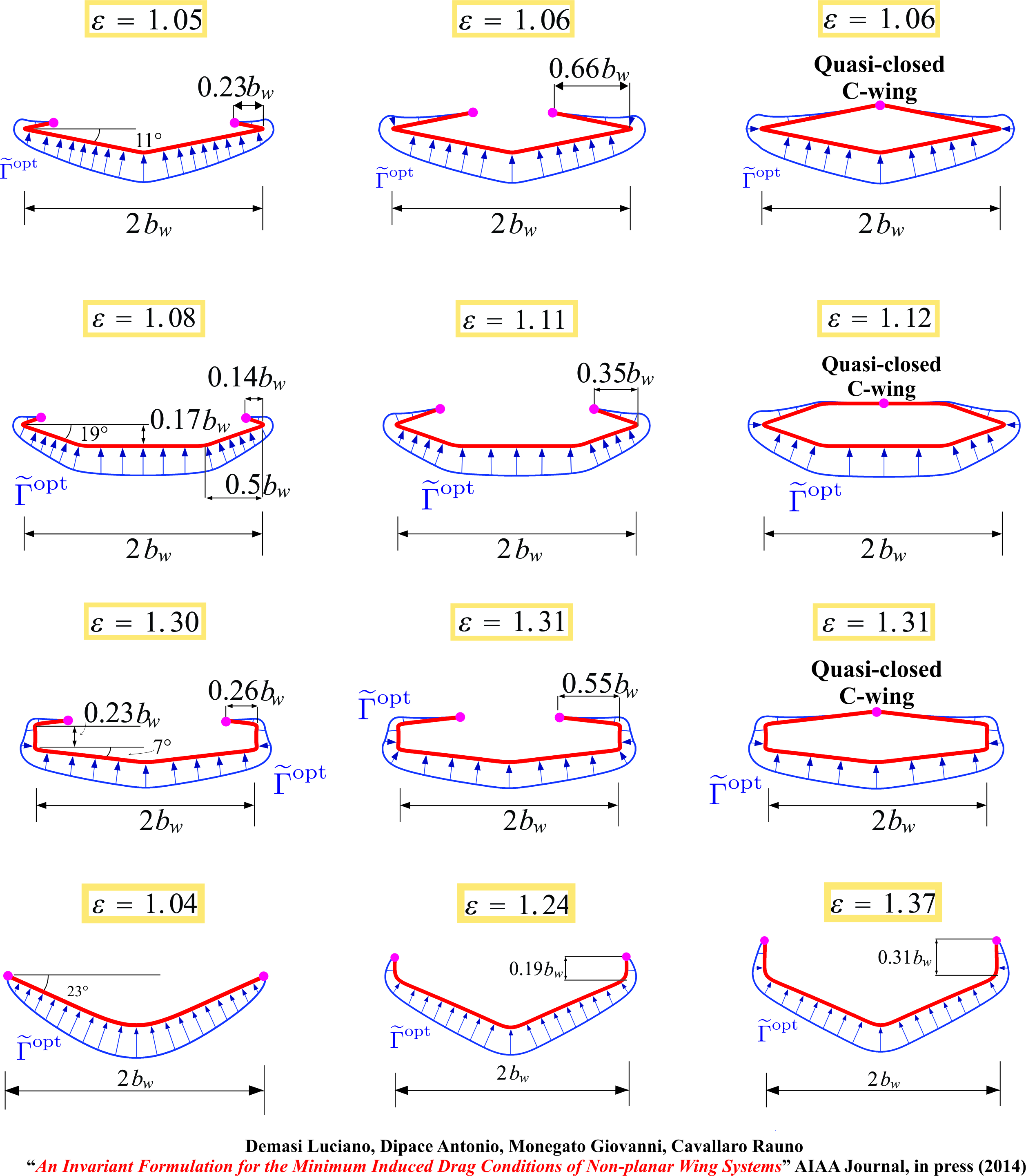
Ali non planari: risultati per il rapporto di efficienza aerodinamica ottimale ε

Il parametro ε è il rapporto di efficienza aerodinamica ottimale e rappresenta il rapporto tra l'efficienza aerodinamica di una data ala non planare e l'efficienza di una convenzionale coppia di ali a sbalzo con la stessa apertura e un'equivalente portanza totale. Entrambe le efficienze sono valutate in base alla loro rispettiva distribuzione di portanza ottimale. Valori di ε maggiori di 1 indicano una resistenza indotta più bassa di quella del suddetto sistema alare convenzionale, avente ε = 1.
Dalla figura è evidente che tutte le configurazioni a C hanno un ε maggiore di 1 e che c'è solo una piccola differenza fra una configurazione avente una distanza tra le estremità alari anche significativa e la corrispondente configurazione chiusa. Ciò è dovuto al fatto che il carico di portanza calcolato nei casi di ala quasi chiusa è di piccola entità nella sezione centrale superiore, sezione che può quindi essere rimossa provocando un piccolo effetto su portanza o resistenza.
Le distribuzioni di portanza qui mostrate per le configurazioni quasi chiuse differiscono da quelle solitamente mostrate in letteratura per ali a riquadro; la soluzione classica in letteratura era infatti ottenuta a partire da un'analisi formulata in modo tale da portare a considerare uguali i carichi di portanza sulla parte inferiore e superiore del riquadro ma, come precedentemente detto, la distribuzione di portanza ottima non è unica. A un carico come quello definito da Durand può infatti essere aggiunto un carico costante verso l'interno (corrispondente a un particolare vortice costante) al fine di ottenere un carico come delle configurazioni quasi chiuse sopra mostrate. I due metodi di analisi danno due versioni del carico ottimale che, pur apparendo diverse, fondamentalmente non lo sono. Eccezion fatta per alcune piccole differenze dovute al metodo numero usato nei casi delle configurazioni quasi chiuse, infatti, i due tipi di carichi sono, in linea di principio, solo la versione traslata l'uno dell'altro.